# 왕징시역
왕징시역(望京西站)은 베이징시 차오양 구에 위치한 지하철역으로, 베이징 지하철 13호선, 베이징 지하철 15호선, 베이징 지하철 17호선의 환승역이다. 13호선에서의 역번호는 1312이다.

## 위치
왕징시 역은 징청 고속공로(京承高速公路)(동북-남서)와 장좡 로(姜庄路)(동서)가 교차하는 후광 교(湖光桥)에 위치하고 있다. 13호선 역은 후광교 남쪽과 징청 고속공로의 중심에 위치하여 경성 고속도로의 중심에 위치하며 북동-남서 방향으로 배치되어있다. 15호선 역은 후광교 남동쪽에 위치하며 동서 방향으로 배치되어 있다.

## 역 설계
13호선 역은 지상에 위치한 상대식 승강장 역이다. 15호선 역은 지하2층의 섬식 승강장의 쌍 역, 섬식 승강장으로, 역 전체 길이가 311.6 m, 연면적이 17,400 m2이다. 역 장식은 주홍색을 위조로 하여, 두공(斗拱), 모형 등롱(宫灯), 조정(藻井) 등의 고대 중국 건축 요소를 사용한다.

### 역 구조
| F2 대합실 | 대합실                              | A·B 출구, 고객 서비스 센터, 티켓 자동 판매기, 환승통로 |                                     |
| F1 승강장 | 상대식 승강장, 오른쪽 출입문이 열림 | 상대식 승강장, 오른쪽 출입문이 열림                    | 상대식 승강장, 오른쪽 출입문이 열림 |
| F1 승강장 | ← 남                                | ■ 13호선 둥즈먼 방면 (사오야오쥐)                      |                                     |
| F1 승강장 |                                     | ■ 13호선 시즈먼 방면 (베이위안)                        | 북 →                                |
| F1 승강장 | 상대식 승강장, 오른쪽 출입문이 열림 |                                                        |                                     |
| F1 승강장 | 환승통로                            | 출구, 환승통로                                         |                                     |
| B1 대합실 | 대합실                              | 고객 서비스 센터, 티켓 자동 판매기                     |                                     |
| B2 승강장 | ← 서                                | ■ 15호선 칭화둥루시커우 방면 (관좡)                    |                                     |
| B2 승강장 | 섬식 승강장, 왼쪽 출입문이 열림     |                                                        |                                     |
| B2 승강장 |                                     | ■ 15호선 펑보 방면 (왕징)                              | 동 →                                |

### 대합실 및 환승방식
13호선 승강장은 지상 2층에 위치하고 있고, 15호선 지하1층의 대합실로 가는 왕복도로가 있다. 이 환승통로는 징청 고속공로(동쪽)를 건너는 폐쇄형 육교로, 길이 약 70m, 폭 10m로 양방향 에스컬레이터가 설치되어 있다. 도로를 가로지르는 육교를 통해 환승하는 방식(상하이 3·4·10호선 훙차오루 역과 유사)은 베이징에서 보기드문 것으로 현재 왕징시 역만 시행되고 있다.
환승 거리가 긴데다, 계단을 몇차례나 오르내려야 하기 때문에, 왕징시 역의 환승 방식은 승객의 비판을 받았다. 왕징시 교통중추(望京西交通枢纽)가 완공되면, 13호선과 15호선간은 지하 환승으로 대체된다.
- 왕징시 역 13호선과 15호선간의 환승통로
- 왕징시 역 환승통로 외관
- 왕징시 역 15호선 대합실
- 망경서역 15호선 북측 승강장.“종점역(终点站)”이라고 표기하지만, 서쪽 부분 개통 전까지 여기서 정차하지 않았다.

### 승강장
왕징시역 13호선 역은 징청 고속공로의 중간에 위치하며, 난간형 스크린도어를 갖춘, 상대식 승강장이다. 15호선 역은 장좡 로(姜庄路)와 후광 중가(湖光中街) 사이의 구석에 자리잡고 있으며, 밀폐형 스크린도어를 갖춘 섬식 승강장이다.

### 출구
왕징시 역에는 아래의 4개의 출구가 있다.
13호선 2개 출구 : A(서),B(동), 징청 고속공로(京承高速公路)의 동서측에 위치.
15호선 2개 출구 : C(동북),D(서북), 장좡 로(姜庄路)의 남측에 위치.

## 역사

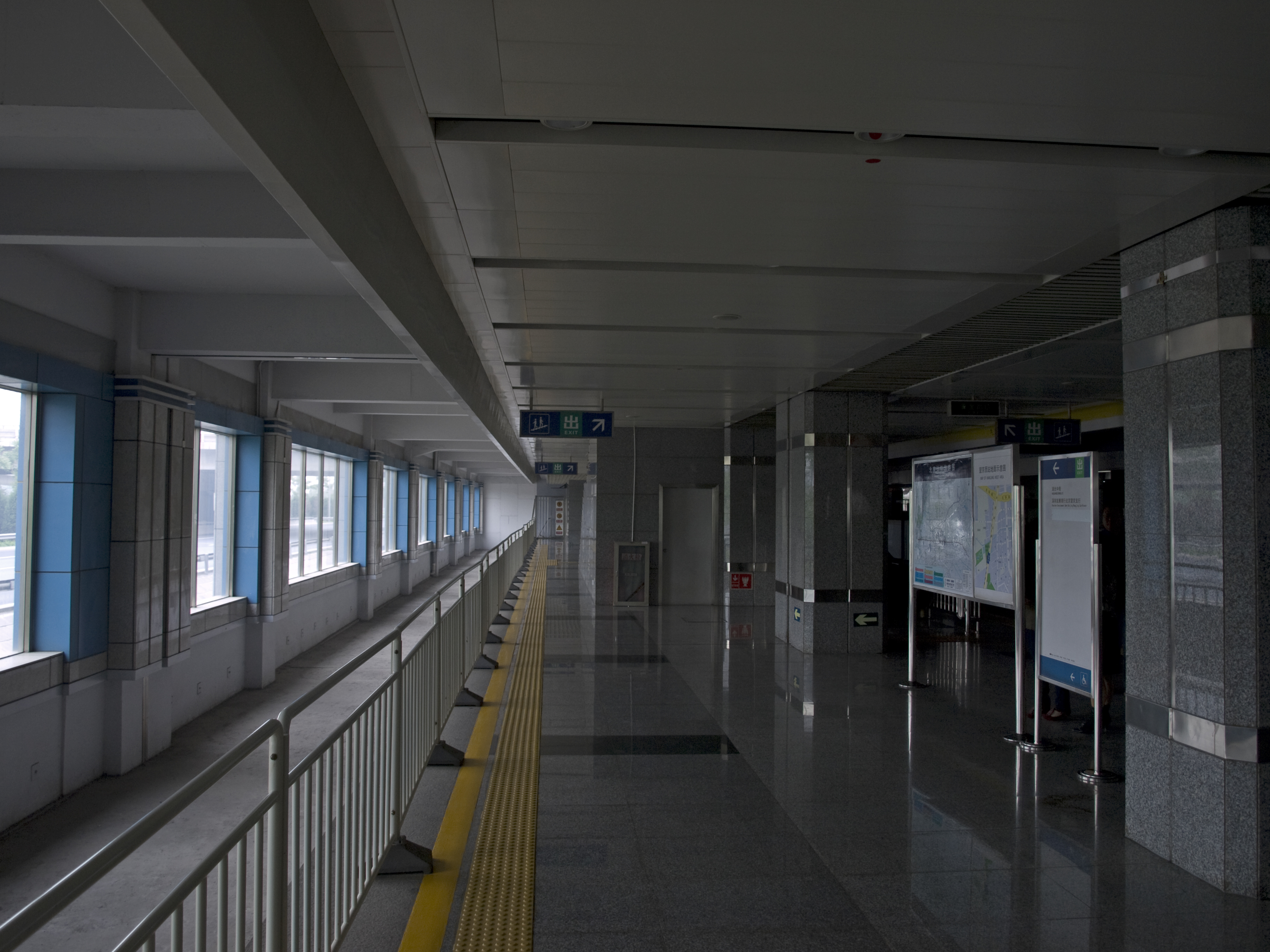
2010년 확장되기 전의 13호선 승강장, 펜스 외부의 선로 자리가 마련되어 있다.

왕징시 역은 일찍이 수도 공항행 13호선 지선의 환승역으로, 원래는 이 역은 쌍섬식 승강장으로 설계되어, 4개의 선로가 있는데, 이중 바깥쪽 2개 노선이 13호선으로 예약되어 있다. 그러나 이 노선은 끝내 건설되지 않았고, 지하철 공항선(둥즈먼~수도공항)으로 대체되었다. 2010년에는 15호선의 여객 수송을 위해 승강장을 넓히고 양쪽 승강장을 확장해 기존 궤도의 위치를 차지했다.

## 인접역
| 베이징 지하철 13호선       | 베이징 지하철 13호선           | 베이징 지하철 13호선   |
| -------------------------- | ------------------------------ | ---------------------- |
| 베이위안 시즈먼 방면       | ■ 베이징 지하철 13호선         | 사오야오쥐 둥즈먼 방면 |
| 베이징 지하철 15호선       |                                |                        |
| 관좡 칭화둥루시커우 방면   | ■ 베이징 지하철 15호선         | 왕징 펑보 방면         |
| 베이징 지하철 17호선       |                                |                        |
| 훙쥔잉 미래 과학성 북 방면 | ■ 베이징 지하철 17호선(건설중) | 타이양궁 자후이후 방면 |